# Бильхарц, Теодор
Теодор Бильхарц (нем. Theodor Bilharz; 23 марта 1825, Зигмаринген — 9 мая 1862, Каир) — немецкий врач, пионер в области паразитологии.

## Образование
Бильхарц учился в средней школе в Зигмарингене, проявил ранний интерес к энтомологии и изучал философию в течение двух лет в университете Альберта Людвига в Фрайбурге. Он изучал медицину в университете Тюбингена, а в 1847 году выиграл приз конкурса медицинского факультета за диссертацию о крови беспозвоночных. Он окончил Тюбинген в 1848 году как патологоанатом. Он сдал государственный экзамен в 1848 и получил должность заведующего кафедры патологии в университете Фрайбурга.

## Медицинская карьера
В 1850 году он помогал своему бывшему учителю Вильгельму Гризингеру в Египте и стал первым заведующим хирургии в медицинской школе Каира. Также он занимал должность старшего консультанта отделения внутренних болезней и служил в армии, где он получил звание подполковника. В 1851 году, во время вскрытия, он обнаружил червя трематода — причина мочевых шистосомозов, первоначально назвав его Distomum haematobium. Впоследствии было замечено, что только одна из присосок содержится в ротовой полости, а в 1856 Генрих Меккель предложил переименовать его в Bilharzia haematobium. В 1858 году Вайнланд предложил название Schistosoma, а название Schistosoma haematobium была официально принято Международной комиссией по зоологической номенклатуре. В 1853 году Бильхарц стал главным врачом, а в 1856 — профессором анатомии. Он умер в экспедиции в Массауа в 1862 году от тифа в возрасте 37 лет.
В честь него назван исследовательский институт в Египте и кратер Бильхарц на Луне.